# Muhbir
Muhbir (مخبر., „Informator”) – czasopismo w języku osmańskim, wydawane w latach 1866–1868, początkowo w Imperium Osmańskim, następnie na emigracji w Londynie.
Czasopismo było organem prasowym grupy zwolenników europeizacji państwa, którzy zapoczątkowali Ruch Młodoosmański. Redaktorem naczelnym był Ali Suavi. 21 lutego 1867 na łamach Muhbir wydrukowano tłumaczenie manifestu przebywającego w Paryżu księcia Mustafy Fazıla, który ogłosił go w języku francuskim, w formie listu otwartego do sułtana Abdülaziza. Ten memoriał, przedrukowany wkrótce przez inne czasopisma i przetłumaczony także na inne języki używane w państwie osmańskim, wyliczał błędy i braki sułtańskich rządów, wskazywał na brak prawnego zabezpieczenia praw i własności poddanych oraz nieuczciwość i niekompetencję doradców sułtana, postulował wprowadzenie konstytucji i kontroli urzędników sułtańskich poszczególnych prowincji Imperium przez wybitnych przedstawicieli społeczeństwa. W związku z ożywieniem społecznym, wywołanym tą publikacją, 6 kwietnia 1867 rząd w specjalnym komunikacie zapowiedział represje wobec prasy „atakującej fundamenty państwowości”. Redakcja czasopisma Muhbir została zamknięta przez władze 9 kwietnia 1867, Alemu Suaviemu nakazano zamieszkanie w Kastamonu w północnej Anatolii, natomiast jego współpracownicy zostali skierowani do innych prowincji. W maju tego samego roku Ali Suavi i dwaj inni przywódcy ruchu młodoosmańskiego uciekli do Paryża, gdzie wraz z księciem Mustafą Fazılem utworzyli emigracyjny ośrodek polityczny. Latem tego samego roku dołączyli inni uczestnicy ruchu, którzy zbiegli przed represjami, nasilonymi po nieudanej próbie zamachu stanu mającej na celu obsadzenie na tronie znanego z liberalnych poglądów księcia Murada. W sierpniu 1867 Ali Suavi dzięki finansowemu poparciu księcia Mustafy Fazıla wznowił wydawanie czasopisma Muhbir w Londynie.